# Patrik Hujdus
Patrik Hujdus (* 3. dubna 1977 Ostrava) je český politik a moderátor, v letech 2012 až 2016 zastupitel Moravskoslezského kraje, od roku 2022 zastupitel města Ostravy, od listopadu 2018 do listopadu 2020 a opět od června 2021 starosta městského obvodu Ostrava-Mariánské Hory a Hulváky a od dubna 2017 předseda hnutí NEZÁVISLÍ.

## Život
Vystudoval obchodní akademii v Ostravě se zaměřením na ekonomiku a marketing, v letech 2009 až 2013 absolvoval obor sociální a mediální komunikace na Univerzitě Jana Amose Komenského Praha (získal titul Mgr.).
Po studiích na střední škole rok a půl vykonával civilní službu v Záchranné službě Ostrava a poté několik let podnikal. Nejdelší část profesního života strávil v Hitrádiu Orion, kde deset let působil jako moderátor a později v letech 2007 až 2013 i jako vedoucí vysílání.
Patrik Hujdus je již potřetí ženatý, má tři děti.

## Politické působení
Je členem hnutí NEZÁVISLÍ (NEZ). Od listopadu 2015 do dubna 2017 působil jako člen republikové rady hnutí, od dubna 2017 je jeho předsedou po zemřelém Františku Zwyrtkovi.
V komunálních volbách v roce 2010 byl zvolen jako nestraník za hnutí NEZ zastupitelem městského obvodu Ostrava-Mariánské Hory a Hulváky. V listopadu 2010 se stal navíc radním městského obvodu. V průběhu let 2013/2014 vstoupil do hnutí NEZ a ve volbách v roce 2014 za ně obhájil post zastupitele městského obvodu. V listopadu 2014 byl pak zvolen 1. místostarostou městského obvodu. Také ve volbách v roce 2018 obhájil za hnutí NEZ mandát zastupitele městského obvodu. Dne 5. listopadu 2018 se navíc stal starostou městského obvodu Ostrava-Mariánské Hory a Hulváky a ve funkci tak nahradil Lianu Janáčkovou. V listopadu 2020 však byl z funkce starosty odvolán. V červnu 2021 se však do funkce starosty vrátil. Mandát zastupitele městského obvodu obhájil také v komunálních volbách v roce 2022. V říjnu 2022 byl opět zvolen starostou městského obvodu.
V komunálních volbách v roce 2010 kandidoval také jako nestraník za hnutí NEZ do Zastupitelstva města Ostrava, ale neuspěl. Stejně tomu bylo i ve volbách v roce 2014 (člen hnutí NEZ) a ve volbách v roce 2018 (člen hnutí NEZ a lídr kandidátky). Zastupitelem Ostravy se stal až v roce 2022, kdy kandidoval jako nezávislý z 2. místa kandidátky subjektu „STAROSTOVÉ pro OSTRAVU“ (tj. STAN a nezávislí kandidáti).
V krajských volbách v roce 2012 byl zvolen jako nestraník za hnutí NEZ zastupitelem Moravskoslezského kraje. Ve volbách v roce 2016 mandát obhajoval již jako člen hnutí NEZ, ale neuspěl. Zvolen nebyl ani ve volbách v roce 2020, kdy kandidoval jako člen hnutí NEZ na kandidátce uskupení „STAN, ZELENÍ a NEZÁVISLÍ“.
Ve volbách do Poslanecké sněmovny PČR v roce 2013 kandidoval jako nestraník za stranu HLAVU VZHŮRU v Moravskoslezském kraji, ale neuspěl.
Ve volbách do Senátu PČR v roce 2022 kandidoval za hnutí NEZ a hnutí STAN v obvodu č. 70 – Ostrava-město. Se ziskem 10,83 % hlasů se umístil na předposledním 6. místě a do druhého kola voleb nepostoupil.